# Gai Lucreci Gal
Gai Lucreci Gal (en llatí Caius Lucretius Gallus) va ser un magistrat romà que va viure al segle ii aC. Formava part de la gens Lucrècia.
Va ser nomenat duumvir navalis junt amb Gai Matiè l'any 181 aC, amb l'encàrrec d'equipar una flota per combatre els lígurs. Va ser després pretor el 171 aC i va rebre el comandament de la flota contra el rei Perseu de Macedònia. A Grècia va cometre nombroses exaccions i es va comportar de forma cruel. Amb els diners que havia arreplegat durant la guerra va construir un aqüeducte a Antium i va adornar la capella d'Esculapi amb pintures. Al seu retorn a Roma l'any 170 aC es van presentar queixes des d'Atenes i també per Mictió dirigent de Calcis, per la península Calcídica. Els dos tribuns de la plebs el van acusar davant del poble, i va ser condemnat a pagar una forta multa.